# Gabriel Dias
Gabriel Dias de Oliveira (Francisco Morato, 10 de maio de 1994), mais conhecido como Gabriel Dias, é um futebolista brasileiro que atua como lateral-direito. Atualmente defende o Avaí.

## Carreira

### Primeiros clubes
Cria das divisões de base do Palmeiras, Gabriel Dias passou por Boa Esporte, Mogi Mirim, Bragantino e Paraná até ser contratado em definitivo pelo Internacional. Ele foi apresentado oficialmente pelo Fortaleza, em 24 de janeiro de 2019, em entrevista coletiva realizada na sala de imprensa do Centro de Treinamento Ribamar Bezerra, em Maracanaú. Foi pelo Fortaleza, porém, que se destacou nacionalmente, sendo titular nas temporadas 2018 e 2019, quando se sagrou bicampeão do Campeonato Cearense e campeão da Copa do Nordeste. As temporadas em que mais foi a campo, no entanto, foram vestindo as camisas do Paraná (2017) e Fortaleza (2020). Em ambos os anos ele atuou em 47 jogos. Defendeu a camisa do Ceará na temporada de 2021. O atleta com a camisa alvinegra atuou em 32 partidas e marcou dois gols. Gabriel foi contratado pelo Cruzeiro em janeiro de 2022, com vínculo até o fim do mesmo ano, mas recebeu poucas chances (atuou em apenas três jogos).

### Vasco da Gama
Em 6 de abril de 2022, o Vasco da Gama anunciou a contratação em definitivo do lateral-direito para reforçar o elenco para a Série B. O jogador estava no Cruzeiro, de Minas Gerais, e  assinou contrato válido até o final da temporada de 2023.
O lateral se lesionou em partida válida pela 13ª rodada da Série B , na vitória sobre o Londrina, no dia 18 de junho de 2022, no Estádio do Café. Sofreu uma lesão no ligamento cruzado anterior do joelho esquerdo e a previsão de retorno é no primeiro semestre de 2023.

## Títulos
Fortaleza
- Campeonato Cearense: 2019, 2020[carece de fontes?]
- Copa do Nordeste: 2019[carece de fontes?]

Avaí
- Campeonato Catarinense: 2025[carece de fontes?]